# Cantó de Merdrignac
El cantó de Merdrignac (bretó Kanton Medrigneg) és una divisió administrativa francesa situat al departament de Costes del Nord a la regió de Bretanya.

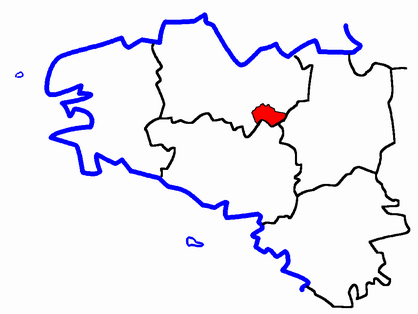
Situació del cantó

## Composició
El cantó aplega 9 comunes :
| Nom bretó        | Nom francès      | Nom gal·ló  |
| Gouvene          | Gomené           | Gómenaé     |
| Ilifav           | Illifaut         | Ilifaut     |
| Lanreunan        | Laurenan         | ---         |
| Loskoed-ar-Mozon | Loscouët-sur-Meu | ---         |
| Medrigneg        | Merdrignac       | ---         |
| Merelieg         | Mérillac         | ---         |
| Sant-Laoueneg    | Saint-Launeuc    | ---         |
| Sant-Vran        | Saint-Vran       | Saent-Veran |
| Tremorae         | Trémorel         | Termorae    |

## Història
| Data d'elecció                           | Identitat     | Partit        | Qualitat |
| ---------------------------------------- | ------------- | ------------- | -------- |
| 2001-2008                                | Denis Leclerc | PS            |          |
| 2008-                                    | Régine Angée  | Divers droite |          |
| les dades anteriors no són pas conegudes |               |               |          |
|                                          |               |               |          |